# Liste de jeux de rôle et pratiques BDSM
Cet article établit une liste de jeux de rôle et pratiques BDSM. Le sigle BDSM (pour Bondage - Discipline, Domination - Soumission, Sado-Masochisme) désigne une forme d'échange contractuel utilisant la douleur, la contrainte, l'humiliation ou la mise en scène de divers fantasmes dans un but érogène. Certaines pratiques sont mixtes, d'autres sont adaptées pour l'homme ou la femme.

## Jeux mixtes

### Contraintes
- Bondage  et utilisation de menottes, cordes, colliers, bâillons, chaînes, cagoules contraignantes, vacuum bed, sleeping bag en cuir, toile renforcée de cuir ou en latex, monogant, palan de suspension.
- Camisoles.
- Privation sensorielle comme l'asphyxie érotique.
- Momification.
- Tonte et rasage des cheveux, du pubis, des aisselles, du reste du corps.
- Corset, port de corset, minerve, vêtements contraignants.
- Enfermement.

### Jeux dominants/dominés

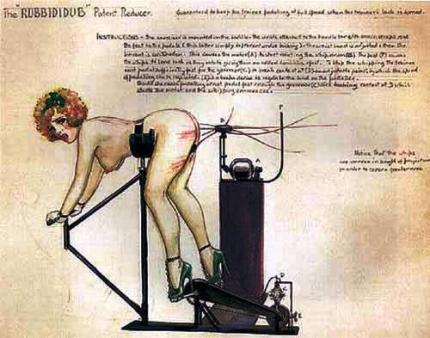
Gravure de John Willie.

- Gravure de John Willie.Discipline, marquée par divers châtiments corporels.
- Fantasme d’être pendu, étranglé ou noyé[1].
- Humiliations par des tenues, des insultes ou des positions.
- Chantage.
- Jeux de bougie.
- Électro-stimulation, pénétration par un plug branché sur pile, colliers pour encercler les testicules, le sexe.
- Piétinement du corps du sujet (pratique appelée trampling par les Anglo-saxons).

### Sexualité

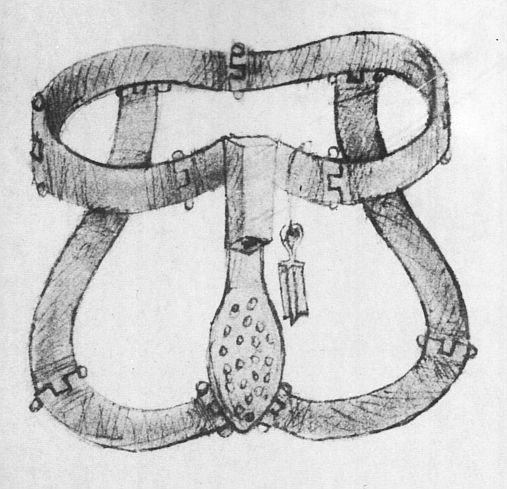
The Bellifortis sketch, ceinture de chasteté (ca. 1405).

- Chasteté : port d'une cage chasteté pour l'homme et d'une ceinture de chasteté chez la femme.
- Privation d'orgasme.
- Utilisation d'un rosebud, plug porté par le soumis ou la soumise.
- Facesitting.
- Exhibition.
- Rubber doll, enfermement total dans des vêtements de latex avec le visage  recouvert d'un masque de femme.
- Urolagnie.
- Scatophilie.
- Cannibalisme retourné[précision nécessaire].
- Heavy rubber.
- Suspensions par les pieds, sur une croix qui tourne, dans un harnais, dans une cage en cuir.
- Appartenance par marquage, tatouage ou branding (marquage au fer, encore appelé « baiser de feu » par les Américains).
- Piercing génital féminin et piercing génital masculin.
- Fétichisme du pied.
- Jeux sexuels à base de pénétrations (sodomie, utilisation de jouets sexuels)
- Lavement érotique.
- Viol théâtralisé.

## Jeux de rôles
- Adoration du maître ou de la Maîtresse[2].
- Jeux de rôle, retour à l'enfance..
- Jeux de service, valet ou femme de ménage par exemple.
- Devenir animal, cheval, chien, chienne, porc, truie.
- Pony-play : le dominé (ponyboy ou ponygirl) est harnaché comme un cheval de course et tirer un sulky.
- Mise en scène du mari cocu.
- Mise en scène de fantasme d'être proie.
- Jeux de rôle médicaux du type auscultation, pénétration, utilisation du spéculum, piqûres, fouille corporelle, clystérophilie et associés aux fétichismes de l'uniforme d'infirmière ou du médecin.
- Militaire ou policier.
- Scolaire.
- Milieu religieux.
- Scène de kidnapping.

## Femmes seules
- Port d'un œuf dans le ventre de la soumise ou d'un plug ou encore d'un papillon sur le clitoris.
- Bondage et torture des seins, notamment à l'aide de pinces à sein.

## Hommes seuls

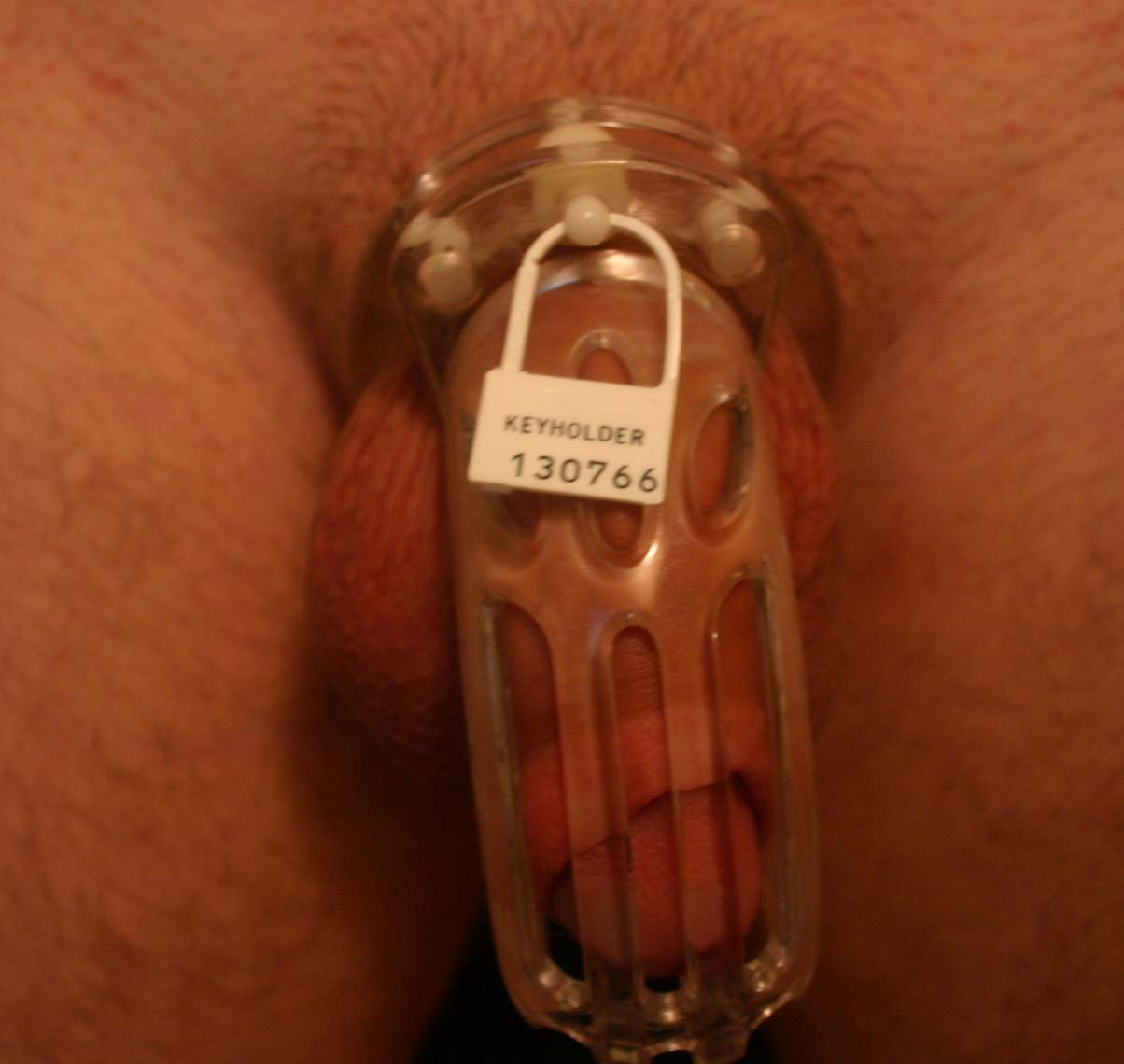
Cage de chasteté.

- Féminisation, les hommes pouvant ainsi exprimer le désir de performer un rôle de genre féminin.
- Ballbusting, pratique des coups portés aux testicules.

- Jeux autour de la chasteté pour homme telles les cages de chasteté.
- Élongation des testicules avec des poids.